# Infiltrace

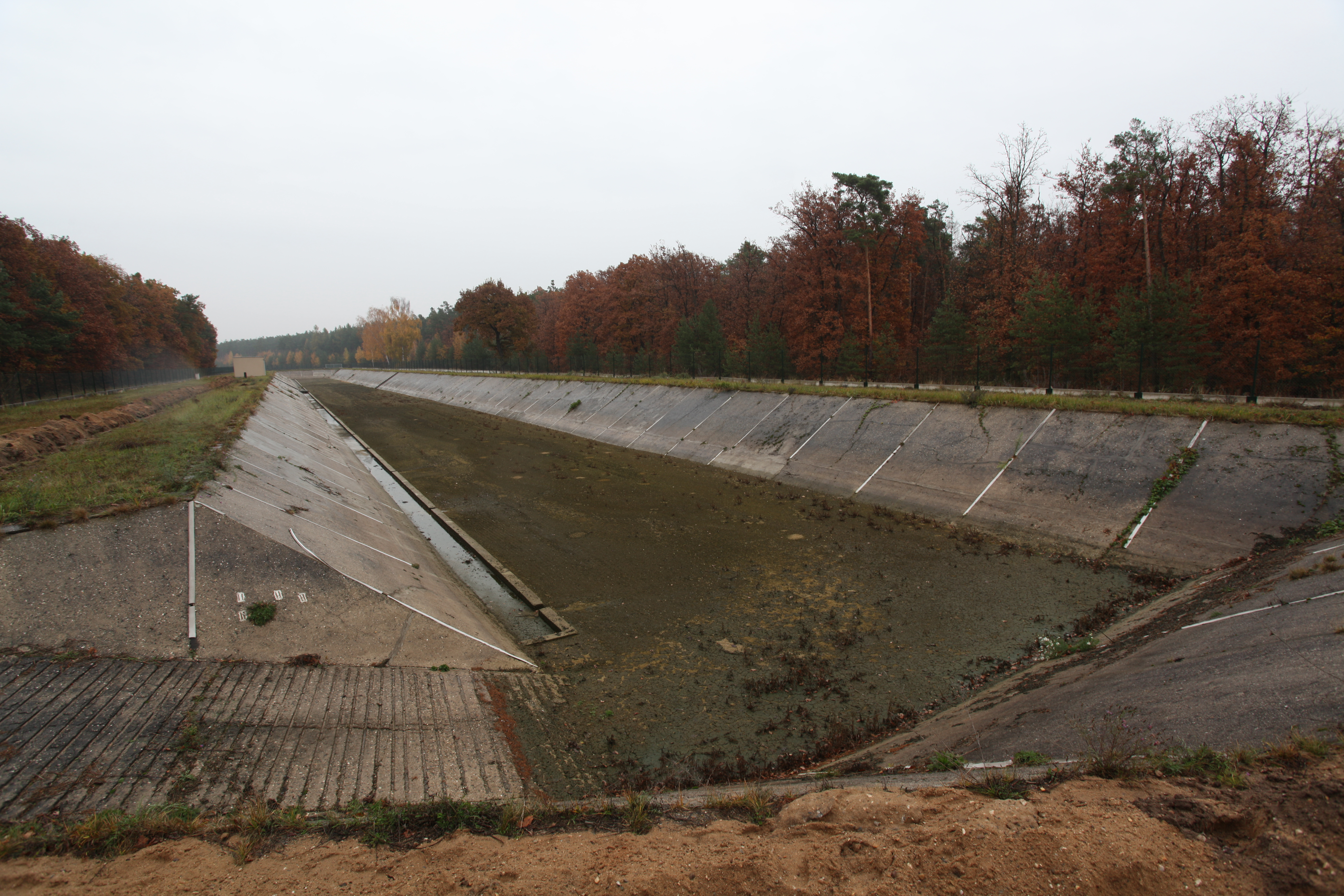
Vsakovací nádrže umělé infiltrace v Káraném

Infiltrace je součást koloběhu vody, jedná se o vsakování vody do půdy a propustných hornin. Infiltrace je vedle kondenzací vodních par v půdě a kondenzací vodních par magmatu nejdůležitějším způsobem vzniku podzemní vody. Infiltrace se dělí na přirozenou a umělou. Při přirozené infiltraci se vsakuje voda ze srážek, z povrchových vod nebo z roztálého sněhu. V případě vsakování z řek, rybníků či moří[zdroj?] se jedná o infiltraci břehovou. Za umělou infiltraci se pak považuje vsakování vyvolané umělým zaplavením povrchu země. Umělá infiltrace se využívá při získávání pitné vody, v České republice například v Káraném.
Infiltrovaná voda se započítává mezi ztráty na povodí.[zdroj?]
Skutečnou míru infiltrace za určitý čas udává intenzita infiltrace. Potenciální intenzita infiltrace je maximální možná intenzita infiltrace a závisí na vlastnostech půdy. Pokud intenzita vstupu vody na povrch převyšuje potenciální infiltraci, je intenzita infiltrace rovna potenciální, v opačném případě se veškerá vstupující voda infiltruje.
Celkové množství infiltrované vody se označuje jako kumulativní infiltrace.

## Metody stanovení infiltrace
Průběh potenciální intenzity infiltrace v čase charakterizuje vsakovací křivka. Tvar této křivky byl navržen například Hortonem, Kosťakovem či Mezencevem. Parametry křivky se zjišťují experimentálně, používá se metoda dvou soustředných válců.

### Model Green-Ampta
Model Green-Ampta je zjednodušeným fyzikálním popisem infiltrace. Půdní profil je rozdělen na dvě zóny, nasycenou (s úplnou nasyceností) a nenasycenou (s nasyceností odpovídající počátečnímu stavu půdy). Přechod mezi zónami, čelo zvlhčení, je rovnoběžný s povrchem a s pokračující infiltrací postupuje do větší hloubky. Neuvažuje se vliv hladiny podzemní vody či nepropustného podloží ani tlak vodního sloupce na povrchu.
Výpočet potenciální infiltrace vychází z Darcyho zákona. Parametry modelu jsou nasycená hydraulická vodivost, vlhkostní tlaková výška (sací tlak) na čele zvlhčení, efektivní pórovitost a počáteční nasycenost půdy.

### Teoretické stanovení infiltrace
Proces infiltrace popisují Richardsovy rovnice, které byly odvozeny z fyzikálních zákonů pro proudění vody v nenasyceném půdním prostředí (Darcy-Buckinghamův zákon a rovnice kontinuity). Kromě numerických řešení Richardsových rovnic existují zjednodušená analytická řešení. Jedním z nich je rovnice infiltrační křivky odvozená Philipem, jejímiž parametry jsou sorptivita půdy a konečná hodnota potenciální infiltrace.
Jiné metody stanovují celkovou velikost ztrát na povodí, infiltrace v nich je zahrnuta jen nepřímo.